# Арги-Паги
Арги-Паги — село в Тымовском городском округе Сахалинской области.

## География
Расположено в правобережье Тыми в 55 км к северу от пгт Тымовское и в 57 км к юго-западу от пгт Ноглики. Село находится в Тымской долине в предгорьях Восточно-Сахалинских гор.
Через село проходят автомобильная и железная дороги Южно-Сахалинск — Ноглики. В селе расположена ж-д. станция Альба Сахалинского региона Дальневосточной железной дороги.

## История
Село было основано в 1930 году. Название происходит от протекающих здесь рек Арги и Пага. На эвенкийском языке арги означает «лес», паг — «щека» или «медведь». Вплоть до 1960-х годов население села составляли переселенцы из Белоруссии, Украины, Мордовии, Чувашии, Татарской республики. Прибывшие переселенцы поселялись улицами.
В советское время село являлось центром Тымского леспромхоза. Леспромхоз занимался заготовкой древесины хвойных пород, а работавший параллельно лесхоз — лесопосадками с целью восстановления лиственных и хвойных пород деревьев. Заготовленная древесина шла на сахалинские комбинаты, а также поставлялась на экспорт. К концу 1990-х годов леспромхоз был ликвидирован. В селе появились частные лесозаготовительные предприятия. В начале 2000-х годов начался резкий отток населения из села.

## Население
| 2002 | 2010  | 2013 | 2021 |
| ---- | ----- | ---- | ---- |
| 1482 | ↘1044 | ↘964 | ↘569 |

По переписи 2002 года, преобладающая национальность — русские (46 %).

## Климат
Температура января нередко доходит до −40 °C, летом воздух прогревается до +30—35º.